# Opération Tempête (Pologne)

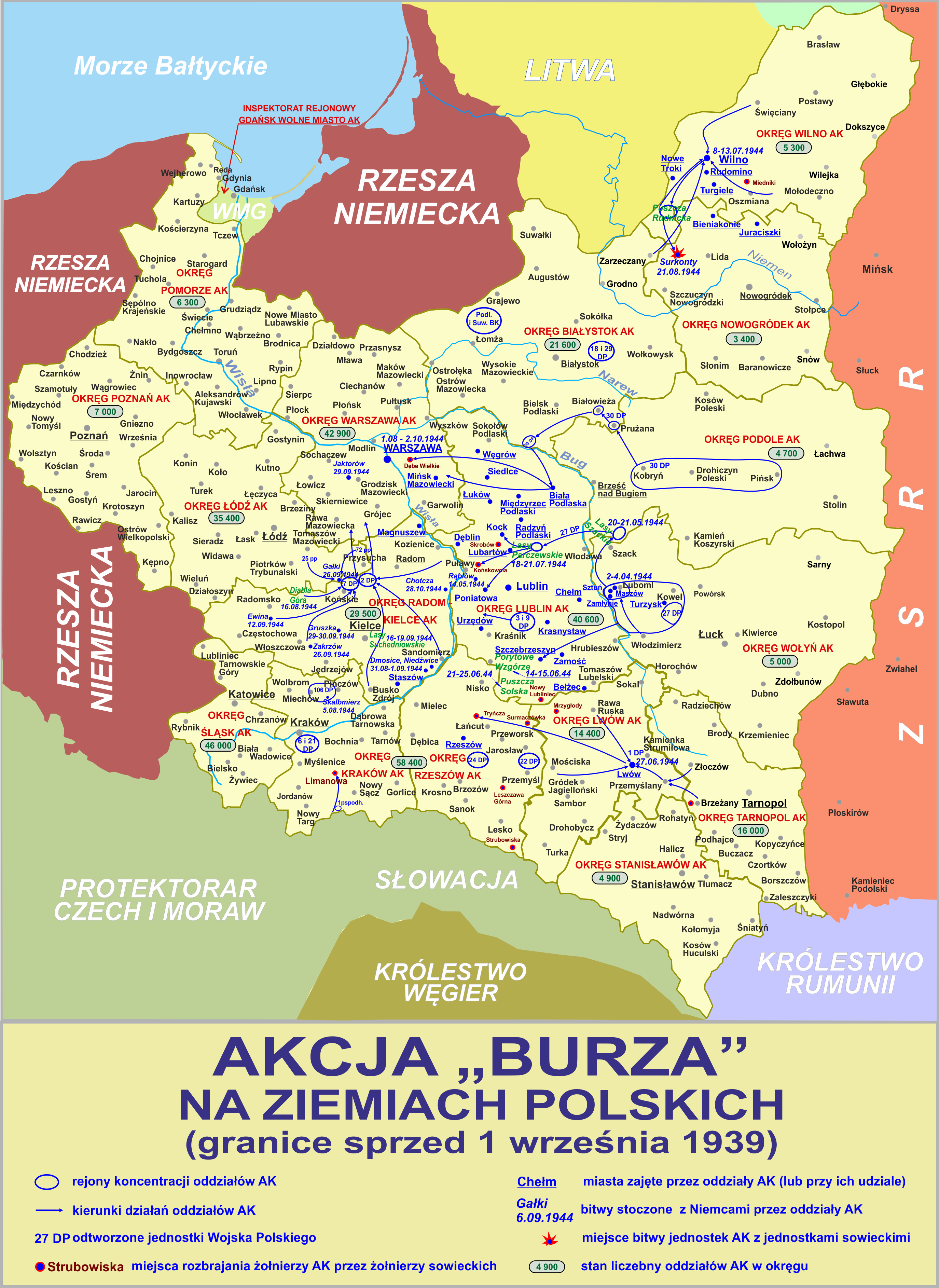
« Carte de l'opération Tempête ».

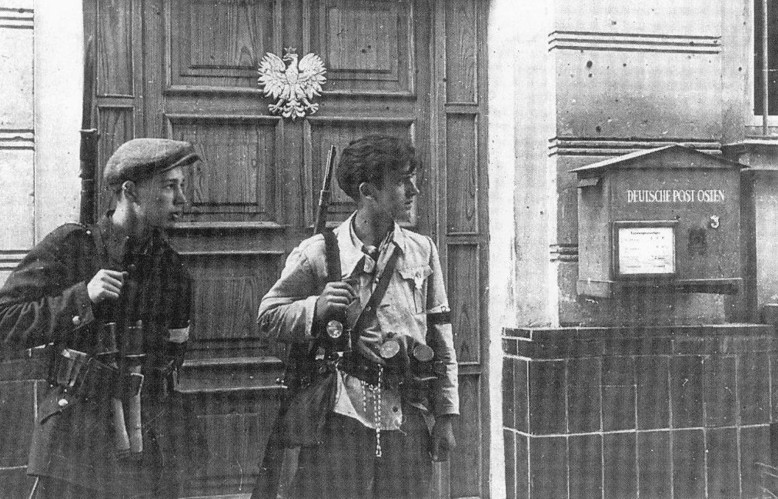
Soldats de l'Armia Krajowa (AK) pendant l'opération à Lublin, juillet 1944.

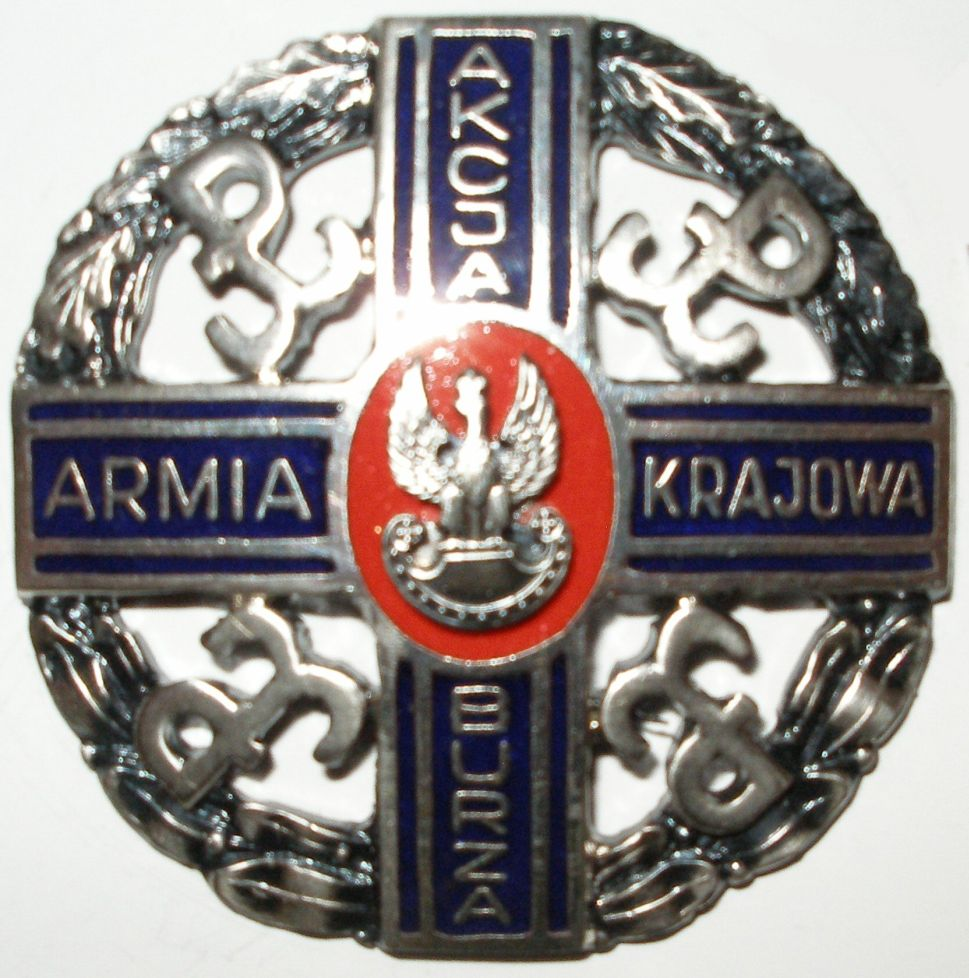
Médaille de l'AK attribuée aux combattants de l'opération Tempête.

Pour les articles homonymes, voir Tempête (homonymie).
 (avril 2024).
Améliorez-le ou discutez des points à vérifier. 
Seconde Guerre mondiale
L'opération Tempête ou plan Tempête (en polonais : akcja „Burza”, prononcer « bou-ja ») désigne une série de soulèvements menés par l'Armia Krajowa (AK), armée polonaise de l'intérieur, le plus important mouvement de résistance polonais pendant la Seconde Guerre mondiale.
L'opération Tempête a pour but de prendre le contrôle des villes et des régions occupées par les Allemands tandis que ceux-ci préparent leur défense contre l'Armée rouge. Les autorités civiles polonaises clandestines aspirent à prendre le pouvoir avant l'arrivée des Soviétiques.

## Historique

### Plan
Depuis sa création, l'Armée de l'intérieur prépare un soulèvement national contre les Allemands. Selon le plan, élaboré dès septembre 1942, le soulèvement sera lancé par le commandement en chef du Gouvernement polonais en exil dès que la défaite de la Wehrmacht sur le front de l'Est sera inéluctable. Le soulèvement doit commencer dans le centre de la Pologne : dans le « gouvernement général », à Zagłębie, dans la voïvodie de Cracovie et dans les régions de Białystok et de Brest-Litovsk.
Les objectifs du soulèvement sont les suivants :
- mettre fin à l'occupation allemande,
- se saisir d'armes et de fournitures nécessaires pour une armée régulière polonaise sur le sol polonais,
- répondre à la menace de l'Armée insurrectionnelle ukrainienne,
- reconstruire une Armée polonaise régulière,
- reconstruire l'autorité civile, les communications, et une industrie de l'armement,
- maintenir la paix et l'ordre derrière les lignes du front,
- passer à l'offensive contre les forces de la Wehrmacht sur le sol polonais.

La reconstruction d'une armée régulière polonaise doit se faire selon l'ordre de bataille polonais d'avant-guerre. Les unités de l'AK doivent devenir des divisions régulières. Au départ, doivent être créées 16 divisions d'infanterie, trois brigades de cavalerie et une brigade motorisée, qui seront équipées avec les armes capturées et celles transmises par les Alliés. La seconde phase est la reconstitution des 15 divisions et des 5 brigades de cavalerie qui étaient stationnées à l'Est et à l'Ouest de la Pologne, avant la Seconde Guerre mondiale.
Dès le début de l'année 1943, les unités de l'AK sont regroupées en de plus larges unités, portant les noms et les numéros des divisions, brigades et régiments polonais d'avant-guerre.

### « L'alliée de nos Alliés »
Malgré la défaite allemande de Stalingrad (2 février 1943), les Alliés de l'Ouest sont face à une armée allemande très motivée. Aussi le projet de soulèvement polonais se forge avec l'idée d'affronter des forces ennemies toujours mobilisées et non en pleine retraite.
Le général Stefan Rowecki, chef de l'Armia Krajowa, revoit donc le plan en conséquence. Le soulèvement se déroulera en trois étapes. La première sera une révolte armée à l'Est (avec les centres principaux de résistance à Lviv et à Vilnius) avant l'arrivée de l'Armée rouge. Pour s'y préparer, l'organisation Wachlarz est créée. La deuxième étape sera la lutte armée dans la zone comprise entre la ligne Curzon et la Vistule. La troisième étape consistera en une insurrection générale sur tout le territoire national.
Le 25 avril 1943, après les explications demandées par le gouvernement polonais au sujet du massacre de Katyń, Joseph Staline rompt les relations diplomatiques. Il devient clair que l'Armée Rouge en mouvement vers la Pologne s'annonce venir, non en libératrice, mais plutôt comme « l'alliée de nos alliés », comme l'exprime alors Stefan Rowecki[réf. nécessaire].
Le 26 novembre 1943, le Gouvernement polonais en exil donne pour instruction aux forces de l'Armia Krajowa de rester dans la clandestinité tant que les relations diplomatiques avec l'Union soviétique ne sont pas rétablies et d'attendre des instructions. Sur le terrain, le commandant de l'Armia Krajowa a cependant une approche différente. Le 30 novembre 1943, une nouvelle version du plan est élaborée.

### Vue d'ensemble de l'opération
Le plan est de coopérer tactiquement avec l'Armée Rouge en approche, alors que les autorités civiles polonaises ressortent de la clandestinité et prennent le pouvoir dans les territoires polonais contrôlés par les alliés. Ce plan est approuvé par le délégué du gouvernement polonais en exil et par le Parlement polonais clandestin (Krajowa Reprezentacja Polityczna).
En janvier 1944, les forces de l'Armée rouge du Deuxième front biélorusse traversent la frontière antérieure à la guerre. Au même moment, les massacres des Polonais en Volhynie atteignent un pic, et la 27e Division d'infanterie de l'armée polonaise de l'intérieur (en) se forme. 
Ainsi commence l'opération Tempête. La division s'arrange pour entrer en contact avec le commandement de l'Armée rouge qui progresse, et commence des opérations conjointes fructueuses contre la Wehrmacht. Elles reprennent ensemble Kovel le 6 avril, et Volodymyr. 
Cependant, la division est rapidement contrainte à la retraite vers l'ouest, et en Polésie, elle est attaquée par les deux armées, allemandes et russe. 
Les prisonniers polonais des russes ont le choix de se joindre à l'Armée rouge ou d'être envoyés au Goulag. 
Le reste de la division traverse la rivière Bug, où elle subit l'attaque des unités de partisans soviétiques. 
Après avoir libéré les villes de Lubartów et Kock, la division réduite à quelque 3 200 hommes est encerclée par l'Armée rouge et les hommes sont faits prisonniers.

### Opération Ostra Brama
Dans le Nord, le 7 juillet 1944, les forces de l'AK à Vilnius et à Navahroudak (Nowogródek), soit quelque 13 000 hommes sous le commandement du colonel Aleksander Krzyżanowski (pl), lancent une attaque sur Vilnius toujours tenue par les Allemands, bien que l'attaque s'enlise jusqu'à l'arrivée des forces soviétiques. 
L'AK et les armées soviétiques font alors leur jonction et prennent la ville le 13 juillet. 
Avant l'assaut, la campagne alentour a également été libérée par les partisans polonais (en) et soviétiques. 
La coopération prend fin presque immédiatement après la libération de Vilnius. 
Le 14 juillet, Krzyżanowski et ses officiers sont capturés par surprise, désarmés et emprisonnés, et les unités de l'AK qui se refusent au désarmement sont violemment écrasées par les forces soviétiques, avec des douzaines de morts côté polonais.

### Le soulèvement de Lwów
Le 23 juillet, les forces de l'AK à Lwów (aujourd'hui appelée Lviv) entament un soulèvement armé en coopération avec les forces soviétiques qui progressent. La ville est libérée en quatre jours. Les autorités polonaises civiles et militaires sont alors convoquées à une réunion avec le commandement de l'Armée rouge et faits prisonniers par le NKVD soviétique. Les hommes du Colonel Władysław Filipkowski (en) sont enrôlés de force dans l'Armée rouge ou envoyés de force au Goulag, sauf à retourner à la clandestinité.

### L'insurrection de Varsovie
Au vu du sort de l'Armée intérieure polonaise qui a pris part à l'opération Tempête, le gouvernement polonais en exil et le chef de l'Armia Krajowa à ce moment-là, le général Tadeusz Komorowski, décident que la dernière chance de recouvrer l'indépendance consiste à provoquer un soulèvement à Varsovie. 
Le 21 juin 1944, Bór-Komorowski ordonne que le soulèvement de Varsovie commence à 17 heures, le 1er août 1944.
Son but politique est de bien rappeler aux Alliés l'existence du gouvernement polonais et des autorités civiles polonaises. 
L'idée est de prendre Varsovie afin de permettre au gouvernement polonais légitime de quitter son exil pour rentrer en Pologne.
Au même moment, d'autres districts de l'AK se retrouvent aussi mobilisés. 
Les unités de la zone de Cracovie préparent aussi un soulèvement, comme ceux de Wilno, Lwów et Varsovie, mais il est annulé pour plusieurs raisons.
Dans la zone de Kielce et de Radom, la Deuxième Division de l'Armée intérieure polonaise est formée et prend le contrôle de la totalité de la zone, à l'exception des villes.

### Résultat
L'écrasement de l'Insurrection de Varsovie, en l'absence de l'aide soviétique aux insurgés, marqua la fin de l'opération Tempête. Joseph Staline ne voulait pas laisser le gouvernement polonais en exil revenir et, au lieu de cela, il créa un gouvernement fantoche à la solde de Moscou, et fit arrêter ou tuer les membres de la résistance ainsi que les membres des autorités civiles. Sa priorité stratégique était concentrée vers le Sud et les champs pétrolifères situés en Roumanie. En automne 1944 beaucoup d'unités de l'AK furent dissoutes, tandis que le reste des forces retournait à des activités clandestines (voir les Soldats maudits).

### Sources et bibliographie
- Marek Ney-Krwawicz, Armia Krajowa. Szkic Historyczny, Wydawnictwo Ars Print Production, Varsovie, 1999,  (ISBN 83-8722-417-0)
- Wojciech Roszkowski, Najnowsza historia Polski 1914-1945, Świat Książki, Varsovie, 2003,  (ISBN 83-7311-991-4)
- Norman Davies, Rising '44: The Battle for Warsaw. London: Pan Books, 2004 lire en ligne